# Baltische Corporation Livonia Dorpat

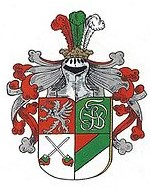
Livonias Wappen

Die Baltische Corporation Livonia Dorpat war eine Studentenverbindung an der Kaiserlichen Universität Dorpat, später der Universität Tartu. Sie wurde am 20. September 1822 gestiftet.

## Geschichte

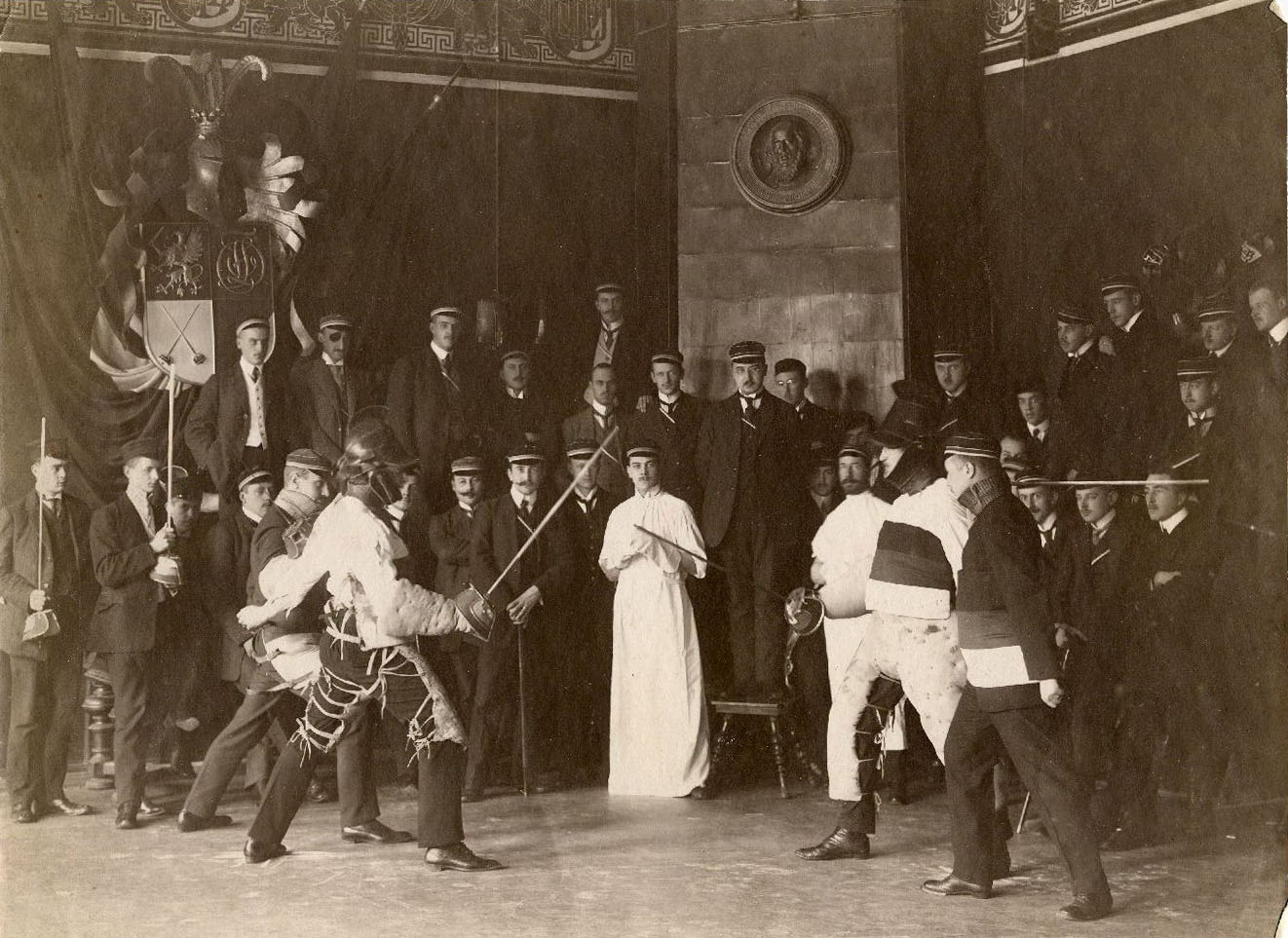
Mensur bei der Livonia

In der Corporation sammelten sich die Landsleute Livlands, deren starke Standesunterschiede sich innerhalb des Aktivenlebens aufhoben. Das Leben der dörptschen Studentenverbindungen war nie so straff durchorganisiert wie das der deutschen Corps. Der wehrhafte Charakter in einem Land, in dem die Deutsch-Balten nur eine Minderheit bildeten, wurde durch den Wahlspruch unterstrichen: „Es bleibe beim Alten!“. Zu den Gründungsmitgliedern gehörte Carl Hermann Hesse, der Großvater von Hermann Hesse, der damals dort Medizin studierte. 1939 musste die Corporation in Dorpat anlässlich der Umsiedlung der Deutsch-Balten infolge des Deutsch-Sowjetischen Grenz- und Freundschaftsvertrages suspendieren. in der Nachkriegszeit in Deutschland beteiligten sich einzelne Angehörige der Livonia an der Gründung der Fraternitas Dorpatensis zu München und des Corps Curonia Goettingensis. Der Philisterverband der Livonia löste sich 1997 auf.

## Mitglieder der Livonia
- Theodor Beise (1818–1878), Jurist und Historiker, Syndikus der Universität Dorpat
- Hermann Benrath (1838–1885), Chemiker
- Ernst von Bergmann (1836–1907), Chirurg, Mitbegründer der Hirnchirurgie
- Hermann von Bruiningk (1849–1927), Historiker und Archivar
- Gustav von Bunge (1844–1920), Arzt und Physiologe in Basel, wesentliches Mitglied der Abstinenzbewegung
- Julius von Eckardt (1836–1908), Hamburger Senatssekretär, Journalist und Diplomat
- Walter von Engelhardt (1864–1940), Gartenarchitekt, Direktor des städtischen Gartenamtes Düsseldorf
- Johann Eduard Erdmann (1805–1892), Philosoph, Professor in Halle/Saale
- Otto von Ewers (1811–1873), Diplomat
- Axel Freiherr von Freytagh-Loringhoven (1878–1942), Jurist, Reichstagsabgeordneter
- Reinhold Guleke (1834–1927), Architekt, Dozent für Baukunst an der Universität Dorpat
- Adolf von Harnack (1851–1930), Theologe, Rektor der Berliner Universität und der kgl. Preußischen Staatsbibliothek, Gründungspräsident der Kaiser-Wilhelm-Gesellschaft
- Axel Harnack (1851–1888), Mathematiker in Dresden
- Erich Harnack (1852–1915), Pharmakologe in Halle
- Otto Harnack (1857–1914), Literaturwissenschaftler
- Gregor von Helmersen (1803–1885), Geologe, Generalleutnant (Mitstifter)
- Carl Hermann Hesse (1802–1896), Mediziner, Großvater von Hermann Hesse (Mitstifter)
- Friedrich Hollmann (1833–1900), Generalsuperintendent von Livland, Dichter des Farbenliedes der Livonia
- Jakob Hurt (1839–1907), Pfarrer, Gründer des estnischen Nationalmuseums
- Hermann Graf Keyserling (1880–1946), Philosoph
- Gustav Heinrich Kirchenpauer (1808–1887), Jurist, Erster Bürgermeister von Hamburg
- Erhard Kroeger (1905–1987), Kommandeur des Einsatzkommando 6, 1935 aus der Corporation aufgrund einer Ehrenangelegenheit ausgeschlossen.[3]
- Wilhelm Lenz (Historiker, 1906) (1906–1976), Historiker
- Walter Masing (1915–2004), Physiker, Gründungspräsident der Deutschen Gesellschaft für Qualität
- Friedrich von Meyendorff (1839–1911), deutsch-baltischer Gutsbesitzer und Politiker, livländischer Landmarschall
- Karl Moltrecht (1860–1919), Propst von Pilten und evangelischer Märtyrer
- Alexander von Oettingen (1827–1905), Theologe in Dorpat
- Arthur von Oettingen (1836–1920), Physiker in Dorpat und Leipzig
- Georg von Oettingen (1824–1916), Mediziner in Dorpat
- Fred Ottow (1886–1969), Schriftsteller und Übersetzer
- Guido Samson von Himmelstjerna (1809–1868), deutsch-baltischer Militärarzt und Hochschullehrer
- Karl Schilling (1865–1905), Pastor in Nitau und Märtyrer
- Wilhelm Schlau (1886–1978), Pädagoge und Philologe
- Alexander von Schrenk (1816–1876), Naturforscher
- Leopold von Schrenck (1826–1894), Zoologe
- Leopold von Schroeder (1851–1920), Professor für Indologie in Wien
- Ernst Wilhelm Woldemar Schultz (1813–1887), Generalsuperintendent von Estland
- August von Sivers (1825–1876), livländischer Gutsbesitzer und Landrat
- Siegfried von Sivers (1887–1956), deutsch-baltischer Aktivist, Arzt und Schriftsteller
- Carl Friedrich von Stern (1859–1944), deutscher Historiker, Bibliothekar und Journalist
- Carl Walfried von Stern (1819–1874), balten-deutscher Landwirt und Dichter, verehrte in seinen Liedern die Livonia
- Adolf von Strümpell (1853–1925), Chirurg in Erlangen, Breslau, Wien und Leipzig
- Otto Wilhelm von Struve (1819–1905), Astronom
- Nikolaus Heinrich von Transehe (1886–1969), Ornithologe
- Siegfried von Vegesack (1888–1974), Schriftsteller und Übersetzer
- Georg Voss (1872–1964), Nervenarzt in Düsseldorf